# Тайнушка
Тайнушка — река в России, протекает по Республике Алтай, Алтайском крае. Устье реки находится в 75 км по левому берегу реки Иша. Длина реки составляет 28 км. Притоки — Лошкаревка, Березовая, Камыжак.

## Данные водного реестра
По данным государственного водного реестра России относится к Верхнеобскому бассейновому округу, водохозяйственный участок реки — Катунь, речной подбассейн реки — Бия и Катунь. Речной бассейн реки — (Верхняя) Обь до впадения Иртыша.